# Huta Gurgur I
Huta Gurgur I is een bestuurslaag in het regentschap Toba Samosir van de provincie Noord-Sumatra, Indonesië. Huta Gurgur I telt 442 inwoners (volkstelling 2010).